# Makarenkove, Talalaiivka
Makarenkove (în ucraineană Макаренкове) este un sat în comuna Cernețke din raionul Talalaiivka, regiunea Cernihiv, Ucraina.

## Demografie
Componența lingvistică a localității Makarenkove
     Ucraineană (96,77%)
     Rusă (3,23%)
Conform recensământului din 2001, majoritatea populației localității Makarenkove era vorbitoare de ucraineană (96,77%), existând în minoritate și vorbitori de rusă (3,23%).